# Badongo
Badongo，俗稱便當狗，公司於2005年創立，是一個免費的文件空間上傳網站，可以上傳圖片、音樂、影片和文字檔等。該網站的用戶分為免費會員、特級會員和非會員，特級會員需要付費，但也獲得比較多的功能。該網站擁有多種語言。2012年7月31日，因《SOPA法案》停止服務，原團隊轉至SOS雲端空間。

## 外部連結
- Bandongo

1. ↑  . Crunchbase.   [2025-04-10] （英语）.
2. ↑  黃郁棋. . www.ettoday.net. 2012-07-26  [2025-04-10] （中文（繁體））.